# Mydaea orba
Mydaea orba este o specie de muște din genul Mydaea, familia Muscidae, descrisă de Stein în anul 1911.
Este endemică în Bolivia. Conform Catalogue of Life specia Mydaea orba nu are subspecii cunoscute.